# Sergi Pàmies
Sergi Pàmies López (París, 26 de enero de 1960) es un escritor, periodista y traductor español en lengua catalana. Escribe también artículos de prensa en castellano, actualmente en el diario La Vanguardia.
Es hijo de Teresa Pàmies y Gregorio López Raimundo (su primer apellido es el materno). Ha escrito diversos cuentos y novelas y ha traducido obras de Guillaume Apollinaire, Agota Kristof, Jean-Philippe Toussaint, Frédéric Beigbeder, Amélie Nothomb y Daniel Pennac.
También ha colaborado en prensa y participado en espacios radiofónicos, a veces en colaboración con Quim Monzó. Actualmente colabora en el programa Els Matins de TV3.

## Obras
Libros de cuentos
- 1986: T'hauria de caure la cara de vergonya (Debería caérsete la cara de vergüenza. Anagrama, 2006)
- 1987: Infecció (Infección. Anagrama, 2006)
- 1997: La gran novel·la sobre Barcelona (La gran novela sobre Barcelona. Anagrama, 1998)
- 2000: L'últim llibre de Sergi Pàmies (El último libro de Sergi Pàmies. Anagrama, 2001)
- 2006: Si menges una llimona sense fer ganyotes (Si te comes un limón sin hacer muecas. Anagrama, 2007)
- 2010: La bicicleta estàtica (La bicicleta estática. Anagrama, 2011)
- 2013: Cançons d'amor i de pluja (Canciones de amor y de lluvia. Anagrama, 2014)
- 2018: L'art de portar gavardina (El arte de llevar gabardina. Anagrama, 2019)
- 2023: A les dues seran les tres (A las dos serán las tres. Anagrama, 2024)

Novela
- 1990: La primera pedra (La primera piedra. Anagrama, 1991)
- 1992: L'instint (El instinto. Anagrama, 1994)
- 1995: Sentimental (Sentimental. Anagrama, 1996)

Otros
- 2013: Cartes entre Sant Jordi & el Drac (correspondencia con Javier Cercas)
- 2015: Confessions d'un culer defectuós (Confesiones de un culé defectuoso. Destino, 2016)

## Premios
- 1990: Premio Ícaro: La primera pedra
- 1993: Premio de Novela Prudenci Bertrana: L'instint
- 1998: Premio de la Crítica Serra d'Or: La gran novel·la sobre Barcelona
- 2007: Premio Ciudad de Barcelona: Si menges una llimona sense fer ganyotes
- 2007: Premio Lletra d'Or: Si menges una llimona sense fer ganyotes
- 2018: Premi de la Crítica en llengua catalana: L'art de portar gavardina
- 2019: Premi Crítica Serra d’Or de Narrativa: L'art de portar gavardina

| Predecesora: Cristina Fernández Cubas | Premio Setenil 2007 | Sucesor: Óscar Esquivias |